# Le Mensonge de Sœur Agnès
Le Mensonge de Sœur Agnès est un film muet français réalisé par Louis Feuillade, sorti en 1909.

## Distribution
- Alice Tissot
- Maurice Vinot
- Renée Carl
- Henri Gallet